# Jin An
Jin An (진안?; Yilan, 23 marzo 1996) è una cestista sudcoreana.

## Carriera
Con la Corea del Sud ha disputato i Giochi olimpici di Tokyo 2020 e i Campionati mondiali del 2022.